# Wordament
Wordament es un videojuego de tipo multijugador masivo desarrollado por John Thornton y Jason Cahill y distribuido por Microsoft Studios™ para dispositivos móviles (teléfono inteligente, tableta) y para equipos de escritorio. Consiste en formar palabras utilizando las letras dispuestas en el tablero.

## Jugabilidad
El objetivo principal del juego es formar palabras utilizando las letras dispuestas en un tablero de 4x4, para esto se desliza el dedo o el cursor sobre las casillas en forma vertical, horizontal y/o diagonal sin pasar dos veces por la misma casilla o saltando casillas. Cada letra tiene un valor asignado por lo que dependiendo del largo de la palabra y de las letras que contiene será la puntuación que otorga. La partida tiene un límite de dos minutos tras los cuales se le permite ver al jugador una lista de las palabras encontradas y otra de todas las posibles palabras así como el marcador y la posición relativa que ocupa respecto a los otros jugadores de acuerdo al puntaje obtenido en la partida.
A pesar de su simplicidad en cada partida existe la posibilidad de formar entre 200 y 250 palabras con una puntuación máxima que oscila entre 3000 y 4000 puntos.

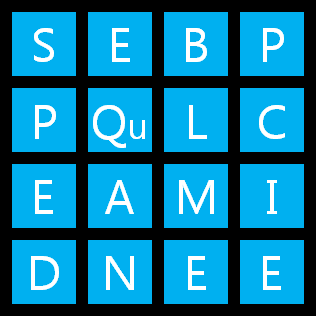
Tablero de juego mostrando una distribución aleatoria de letras.

La distribución así como las letras cambian en cada partida, además existen ciertos tipos de partidas especiales:
- Partida en la que cierta letra tiene un valor mayor al común
- Partida en la que una casilla consiste en un dígrafo
- Partida temática
- Partida con letra en las esquinas

Así mismo el jugador tiene la opción de seleccionar el idioma del puzle lingüístico, la versión 2.5.1.0 permite elegir entre 12 idiomas diferentes.

## Desarrollo
El desarrollo del juego comenzó el 14 de febrero de 2011 como un proyecto casual el cual, según en palabras de John Thornton, sería «Un pequeño juego para jugar con su esposa y un par de amigos».
Tras un periodo de seis semanas en las cuales la programación estuvo a cargo de John y el montaje del servidor por parte de Jason Cahill el software fue publicado el 1 de abril de 2011 en Windows Phone Marketplace.
Actualmente el juego es editado y distribuido por Microsoft Studios™

## Versiones
El 25 de abril de 2012 fue lanzada una versión que incluía el uso de Xbox Live, de esta forma el usuario utilizaría la cuenta de dicho servicio para autenticarse en el juego además de la posibilidad de archivar logros, marcadores, amigos y el uso de un identificador o Gamertag.

## Recepción
Tras salir al mercado el juego se ha convertido en una de las aplicaciones favoritas de los usuarios, en gran medida por su coste gratuito, la posibilidad de enfrentarse a oponentes humanos sin esperar prolongados lapsos de tiempo por turno y lo innovador del juego pese a su simpleza.